# 土居上野
土居上野（どいうえの）は、日本のお笑いコンビ。ワタナベエンターテインメント九州事業本部所属。

## メンバー
土居 祥平（どい しょうへい、1987年4月14日 - ）（38歳）
- 担当：ツッコミ
- 立ち位置：向かって右
- 血液型：O型
- 出身地：福岡県直方市
- 身長：171cm、体重：66kg
- サイズ：B88cm、W82cm、H95cm、F25.5cm
- 趣味：よさこい／ラーメン食べ歩き
- 特技：絵画／受身
- 「ポッチャリな方」というのをネタにしていた。
- 中学三年の時に生徒会副会長をする。 高校で柔道部に所属（初の部活動）し、講道館柔道初段を取る。 大学ではよさこいダンス部に所属し、よさこいに熱中する。

上野 聖和（うえの まさかず、1988年3月8日 - ）（37歳）
- 担当：ボケ
- 立ち位置：向かって左
- 血液型：A型
- 出身地：福岡県鞍手郡鞍手町
- 身長：177cm、体重：70kg
- サイズ：B90cm、W82cm、H87cm、F27.5cm
- 趣味：サッカー／読書
- 特技：球技全般
- 特徴は天然パーマである。
- 高校と大学でサッカー部に所属していた。また、大学でよさこいダンス部にも所属していたが数ヶ月で退部した。
- 以前は痩身であったが2017年頃から急激に太りだし、現在は土居以上の肥満体となっている。

## 来歴
- 2004年、福岡県立鞍手高等学校の行事で漫才をした事がきっかけで結成。
- 2005年、当時M-1グランプリ高校生大会として開催されていた「M-1甲子園」福岡大会で優勝をする。「M-1グランプリ2005」も1回戦（福岡）を突破し、2回戦（東京）まで進出。
- 2006年、2人揃って梅光学院大学子ども学部に進学。篠原けんじ率いる「お笑い番長」に加入し、ライブに出演するようになる。「M-1グランプリ2006」は1回戦（福岡）敗退。
- 2007年、テレビ西日本「ちかっぱ!」“お笑いスカウトバトル”のコーナーでテレビ初出演。決勝に進出する。
- 2008年、「M-1グランプリ2008」1回戦（福岡）突破、2回戦（東京）進出。
- 2009年10月、九州朝日放送「ドォーモ」に出演。「M-1グランプリ2009」1回戦（福岡）突破、2回戦（東京）進出。
- 2010年3月、東京にて「第4回全国大学生お笑い選手権大会～お笑いD-1グランプリ2010～決勝大会」に出場。団体部門で「福岡大学お笑い番長」チームとして参加し、準優勝する。
- 2011年、「THE MANZAI2011」1回戦（福岡）突破、2回戦（東京）進出。同年7月よりワタナベエンターテインメント九州事業本部所属になりプロデビューを果たす。「WEL九州」にてファン投票で先輩芸人達を破り堂々の1位獲得で、東京での「WEL」に出演。また、「ナンデモ特命係発見らくちゃく!」（FBS福岡放送）に出演。
- 2012年、「THE MANZAI2012」1回戦（福岡）敗退。出演番組が増える。同年5月よりテレビ西日本「コレカラ」、同年10月よりKBCラジオ「VERO2VA」、TVQ九州放送「JAM」に出演。
- 2013年、「THE MANZAI2013」1回戦（福岡）敗退。同年10月よりKBCラジオにて、初の冠レギュラー番組「土居上野の日曜日の宿題」を持つ。また、同年12月には、初の単独ライブ「100人」を甘棠館SHOW劇場-唐人町（福岡市中央区）にて開催する。
- 2014年、「THE MANZAI2014」1回戦（福岡）突破、2回戦（東京）進出。
- 2015年、「M-1グランプリ2015」1回戦（福岡）突破、2回戦（大阪）突破、3回戦（東京）進出。
- 2016年、「M-1グランプリ2016」1回戦（福岡）突破、2回戦（大阪）進出。
- 2017年、「M-1グランプリ2017」1回戦（福岡）突破、2回戦（東京）進出。
- 2018年、「M-1グランプリ2018」　　　　　　　　　〃
- 2019年、「M-1グランプリ2019」　　　　　　　　　〃
- 2020年、「M-1グランプリ2020」　　　　　　　　　〃
- 2021年、「M-1グランプリ2021」1回戦（福岡）突破、2回戦（大阪）進出。
- 2022年、「キャナル１グランプリ」優勝。「M-1グランプリ2022」1回戦（福岡）突破、2回戦（東京）進出。

## エピソード
- 東京吉本のサンシャイン、カランの古賀（旧：サボテン/解散）とは、お笑い番長時代からの仲で、同期で同学年である。また、福岡吉本のメタルラックとも同期で同学年であり交流がある。他にもお笑い番長出場時代からの繋がりも多くある。
- 福岡吉本が開催する「F.I.O」ライブのエンディングに出演し（2014年2月）次回大会に土居上野が参加することが発表されたが、その回でゲスト参戦したワタナベで先輩のBLUE RIVERを押しのけて優勝したトリテンが、「お笑い番長では土居上野に勝利したことがなかった」ということで対抗視している。
- お笑い番長トーナメントでは連覇をしていた。
- 上野がアビスパ福岡のサポーターということもあり、2014年までの数年ほどアビスパのホームゲームでの試合前イベントに出演していた。2015年以降はよしもとクリエイティブ・エージェンシーとの兼ね合いもあり、長らくイベントへの出演が無かったが、2022年からは上野がイベントステージのMCとして出演している（同じくアビスパサポーターである田中健二との併用）。

## 現在の出演

### テレビ
- テレビ西日本「ももち浜ストア」- 金曜日レギュラー（土居のみ）
- RKB毎日放送「タダイマ！」- 水曜日レギュラー（土居のみ）
- RKB毎日放送「まじもん！」- 土居のみ
- FBS福岡放送「めんたいワイド」- 金曜日レギュラー（土居のみ）
- TVQ九州放送「ぐっ！ジョブ～九州ゲンキ主義経済～」- 土居のみ
- J:COM下関「モルックしませんか！？」

### ラジオ
- COMEON！FM「ゴジラヂ」- 木曜日レギュラー（上野のみ）
- CROSS FM「FRIDAY SPECIAL BAYSIDE SHOCK」 - 不定期出演（上野のみ）

### 舞台
- 繁盛店にはわけがある（2023年12月13日 - 17日、ぽんプラザホール）- 土居のみ[1]
- エンタメライブ with 即興劇団 三角定規（2024年9月15日、あしや夢リアホール）- 土居のみ
- それでも夢は見ている～こりゃもてんばい～（2024年9月24日 - 29日、ぽんプラザホール）- 土居のみ
- こりゃもてんばい〜SWEET MEMORIES〜（2025年5月13日 - 18日〈予定〉、ぽんプラザホール）- 土居のみ[2]

## 過去の出演

### テレビ
- テレビ西日本「コレカラ」
- RKB毎日放送「豆ごはん。」- 土居のみ
- RKB毎日放送「ぞっこん九州」- 土居のみ
- RKB毎日放送「天神調査隊チームR4」- 土居のみ
- RKB毎日放送「今日感テレビ」- 木曜日レギュラー（土居のみ）
- RKB毎日放送「今日感テレビ日曜日版」
- TVQ九州放送「おっほ～ゴッホみたいに言うな!!～」- 土居のみ
- TVQ九州放送「チラチラパンチ」
- TVQ九州放送「ドキュメントバラエティーJAM」
- NHK総合テレビ九州沖縄ブロック「なるほど 実感報道ドドド!」- ナレーション
- 熊本朝日放送（KAB）「JAM2」
- J:COM下関「コチラふくふく情報局」- 土居のみ
- J:COM下関「デイリーニュース」- 土居のみ
- J:COM下関・北九州・福岡・熊本「あみ～ご！アビスパ」- 上野のみ
- RKB毎日放送「日曜もタダイマ！」
- TVQ九州放送「土曜の夜は!おとななテレビ」- 土居のみ
- RKB毎日放送「和田明日香のア・レシピ」- 土居のみ

### ラジオ
- KBCラジオ「土居上野の日曜日の宿題」
- KBCラジオ「VERO2VA」- 『土居上野の青い川渡りやがれ』のコーナーにて、決められたお題に沿って毎回新ネタ漫才をしていた。
- COMEON!FM「Beat Emotion」
- COMEON！FM「ゴジラヂ」
- RKBラジオ 「笑売繁盛! ウメ子食堂」- 水曜日レギュラー（土居のみ）

### インターネット放送
- ニコニコ生放送KAYO channel「上野と九州サッカー観ようJ!!」- 上野のみ
- ニコニコ生放送KAYO channel「ザ☆ドローカル上野聖和のどっぷり鞍手」- 月1不定期（上野のみ）

## 関連リンク
- ワタナベエンターテインメント公式プロフィール
- 土居祥平（@DoiShohei）- X（旧Twitter）
- 上野聖和（@uenomasakaz）- X（旧Twitter）
- 土居祥平（@doiueno_doi）- Instagram
- 上野聖和（@doiueno.ueno）- Instagram